# Quitus insolens
Quitus insolens är en insektsart som beskrevs av Morgan Hebard 1924. Quitus insolens ingår i släktet Quitus och familjen Romaleidae. Inga underarter finns listade i Catalogue of Life.